# Krasnîi Lîman, Alcevsk
Krasnîi Lîman (în ucraineană Красний Лиман) este un sat în așezarea urbană Sloveanoserbsk din regiunea Luhansk, Ucraina.

## Demografie
Componența lingvistică a localității Krasnîi Lîman
     Rusă (68,32%)
     Ucraineană (31,68%)
Conform recensământului din 2001, majoritatea populației localității Krasnîi Lîman era vorbitoare de rusă (68,32%), existând în minoritate și vorbitori de ucraineană (31,68%).